# Врач анестезиолог-реаниматолог
Врач анестезио́лог-реанимато́лог — специалист с высшим медицинским образованием (врач), занимающийся поддержанием и восстановлением жизненно важных функций организма при угрожающих жизни состояниях.
В России и Республике Беларусь данная специальность называется «анестезиология и реаниматология» (АиР). При этом специалист выполняет работу одновременно двух врачебных профилей: анестезиолога и реаниматолога, чередуя работу в отделении реанимации и операционном блоке. В связи с этим, на постсоветском пространстве названия специальностей «анестезиолог» и «реаниматолог» используются как синонимы. Также врачи АиР, прошедшие дополнительную специальную подготовку, работают в трансплант-координационной службе. Мобильная бригада, состоящая из врача АиР и одной или двух медсестёр-анестезистов на реанимобиле, задействуется для транспортировки пациентов между учреждениями здравоохранения.

## Реанимационно-анестезиологическое отделение
Отделение, в котором работает врач анестезиолог-реаниматолог, может называться по-разному: реанимационно-анестезиологическое отделение (РАО), отделение реанимации и интенсивной терапии (ОРИТ), блок интенсивной терапии (БИТ). Несмотря на многообразие названий, обусловленное в большей степени историческими причинами, суть работы не меняется. С целью поддержания квалификации организуется ротация: врач чередует работу на реанимационных постах и в операционном блоке. Кроме того, анестезиологические смены помогают временно уменьшить психическое напряжение после работы в реанимации, так как к плановой операции обычно допускаются только относительно стабильные (не умирающие) пациенты с благоприятным прогнозом.
В крупных медицинских учреждениях возможна специализация отделений или постов: «общая реанимация», токсикологическая, кардиологическая и т.п. Отделения анестезиологии также могут быть разделены по профилю проводимых операций (общее, кардиохирургическое, трансплантационное).

### Работа реаниматолога

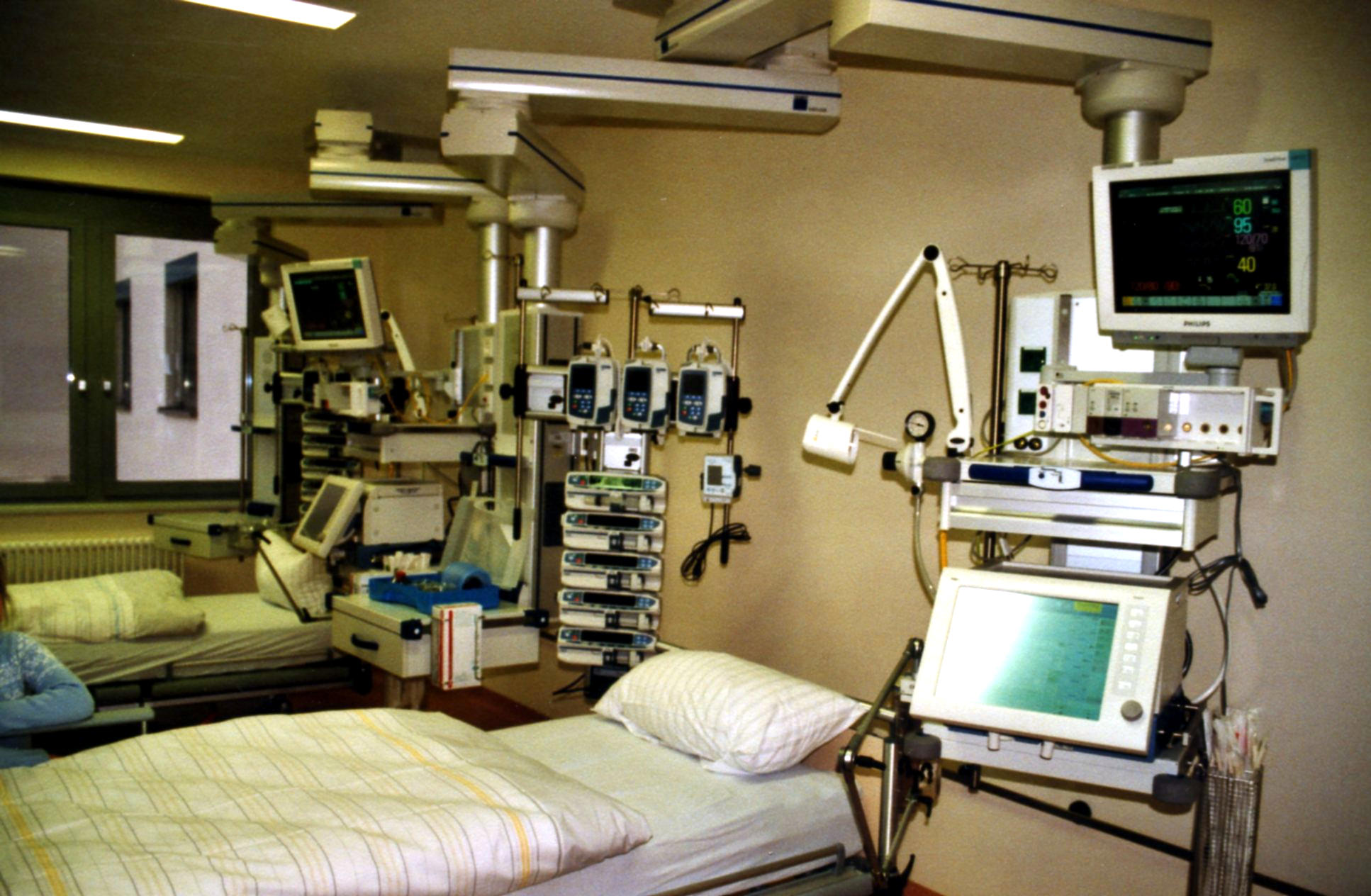
Реанимационная койка с прикроватным монитором, ИВЛ и шприцевыми насосами

В качестве реаниматолога врач работает на постах ОРИТ вместе с медицинскими сёстрами-анестезистами и вспомогательным персоналом (младшие сёстры по уходу за больными, санитарки и т.п.). Пост представляет собой просторную светлую комнату с необходимым следящим оборудованием и разводкой медицинских газов. На каждые 2-3 реанимационные койки создаётся круглосуточный пост медицинской сестры-анестезиста. На каждые 6 коек (т.е. на два сестринских поста) выделяется должность врача анестезиолога-реаниматолога. В основном, работа постового врача-реаниматолога состоит в следующем:
- Оценка витальных функций пациентов отделения реанимации, а также консультирование врачей других отделений
- Обеспечение проходимости дыхательных путей (интубация, искусственная вентиляция лёгких)
- Непрерывный контроль гемодинамики и сердечной деятельности:
  - Управление артериальным давлением и тонусом сосудов (гипотензивная терапия или наоборот — введение вазопрессоров[англ.])
  - Контроль ЧСС, мониторинг ЭКГ. Проведение электроимпусльной терапии: дефибрилляции, кардиоверсии[англ.], временной электрокардиостимуляции
- Назначение лекарственных средств и инфузионных сред, расчёт доз, обеспечение доступа для их введения
- Контроль работы выделительных систем организма, а также замещение утраченной функции почек и печени методами эфферентной терапии
- Выполнение расширенной сердечно-лёгочной реанимации (англ. ACLS)

В связи с тяжестью состояния больных, в ОРИТ контролируется объём и характер всех поступающих в пациента и выделяемых им веществ, в том числе газообмен (CO2 и O2). Средний медперсонал (медсестра-анестезист) устанавливает периферические венозные катетеры, мочевые катетеры, выполняет назначения реаниматолога и, вместе с младшим медперсоналом (санитаркой), обеспечивает уход за пациентом.
Основные врачебные манипуляции:
- Катетеризация центральной вены для удобного введения ЛС и парентерального питания
- Катетеризация артерии для анализа газов крови (КЩС) и проведения инвазивного мониторинга гемодинамики
- Интубация трахеи, настройка дыхательного оборудования
- Установка эпидурального катетера
- Выполнение люмбальной пункции
- Дренирование полостей

Отделения реанимации часто не специализированы и принимают пациентов с любой патологией. Поскольку врач АиР не может заменить собой всех других узких специалистов, лечение согласуется с консультантами — в которое будет переведён больной при благоприятном течении лечения (пациенты из ОРИТ не выписываются). Поскольку пациенты, госпитализируемые в ОРИТ, имеют большую вероятность наступления смерти, тактика ведения больных согласуется и оформляется в виде консилиума, при участии администрации лечебного учреждения.

### Работа врача-анестезиолога

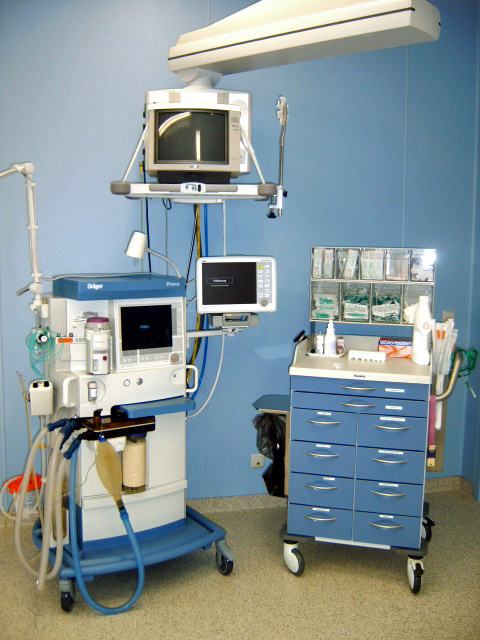
Рабочее место анестезиолога: наркозный аппарат, монитор пациента и передвижной органайзер для хранения кабелей и мелкого оборудования

В отличие от реаниматолога, анестезиолог значительную часть рабочего времени проводит вне собственного отделения. С утра анестезиолог работает в операционной в паре с медсестрой-анестезистом, где оказывает анестезиологическое пособие, наблюдет за пациентом и ходом операции. После конца операционного дня врач идёт в хирургическое отделение для осмотра плановых пациентов на завтра.
Рабочее место анестезиолога организовано у изголовья операционного стола. Там сосредоточено необходимое оборудование: стол для ведения документации, стул и аппарат для ингаляционной анестезии. Данная зона, как правило, нестерильна. Основная работа анестезиолога заключается в следующем:
- В то время как хирург определяет показания для операции, анестезиолог определяет противопоказания к ней, таким образом осуществляя допуск пациента к хирургическому вмешательству
- Накануне операции: осмотр пациента, изучение медицинской карты и данных обследования, коррекция лекарственных назначений, назначение премедикации
- Выбор наиболее безопасного метода анестезии
- Обеспечение жизнедеятельности пациента во время операции
- Послеоперационное сопровождение больного